# Refuge du Parmelan
Refuge Camille Dunant
Le refuge du Parmelan ou refuge Camille Dunant, en l'honneur d'un notable sarde d'Annecy, est un refuge de montagne situé en France, dans le département de la Haute-Savoie, en région Auvergne-Rhône-Alpes. Il est situé sur le Parmelan, plus exactement sur le rebord de la falaise appelé tête du Parmelan qui constitue non pas son sommet mais le point de vue le plus populaire sur Annecy.
Il est composé d'un refuge gardé de 45 places ouvert en saison estivale qui fait aussi restaurant et buvette ainsi que d'un refuge d'hiver, non gardé et ouvert toute l'année. Le bivouac est autorisé aux abords du refuge. Du fait de son emplacement sur le plateau sommital de la montagne et de l'absence de desserte par une piste carrossable, les conditions de vie au refuge restent sommaires, notamment en ce qui concerne la quantité d'eau disponible et l'absence d'un certain confort moderne. Le ravitaillement est assuré par hélicoptère au départ du hameau de la Blonnière, sur la commune de Dingy-Saint-Clair dont le territoire couvre une partie du Parmelan dont le refuge.

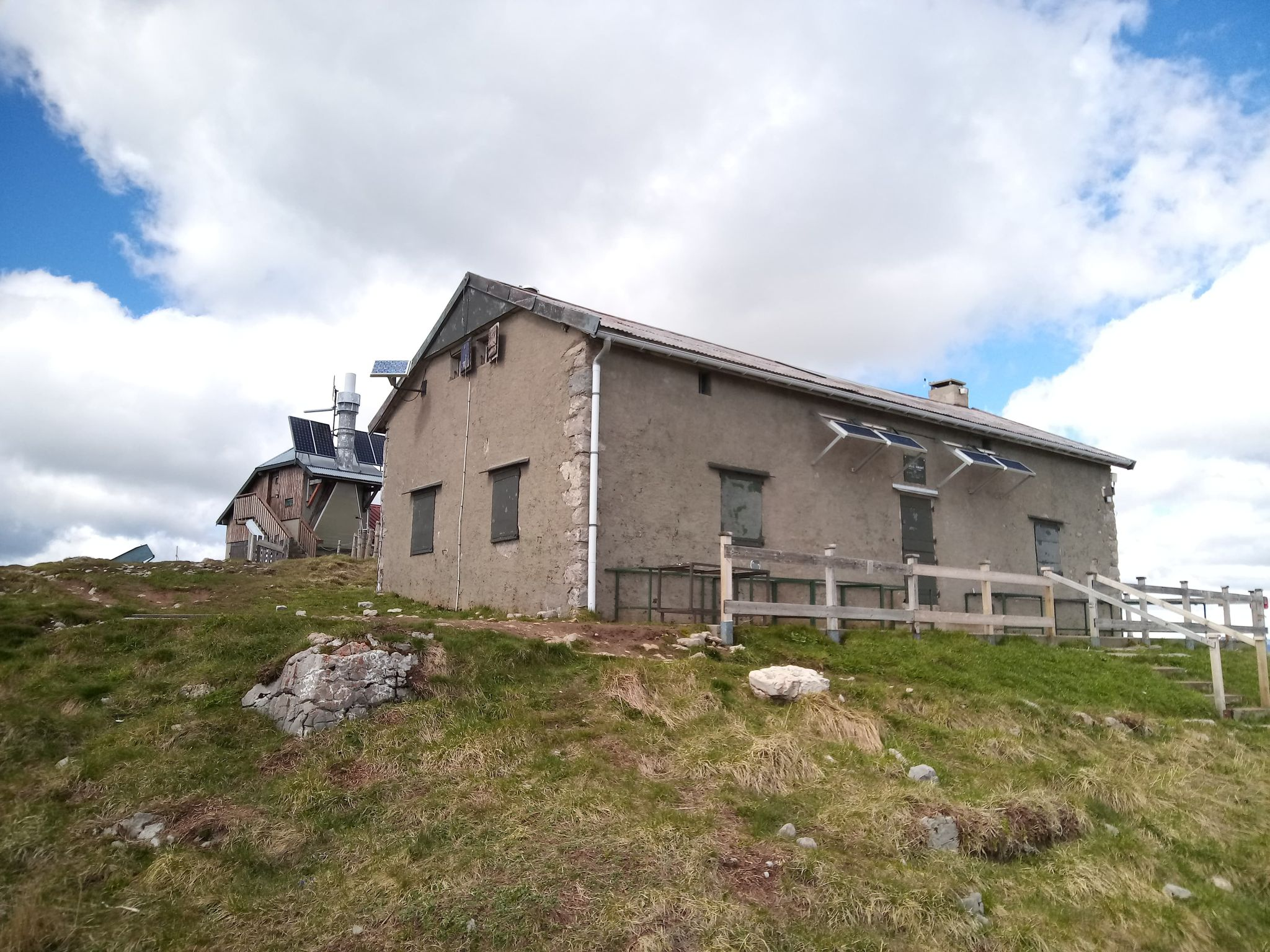
Le bâtiment principal du refuge et derrière le bâtiment annexe abritant notamment le refuge d'hier.

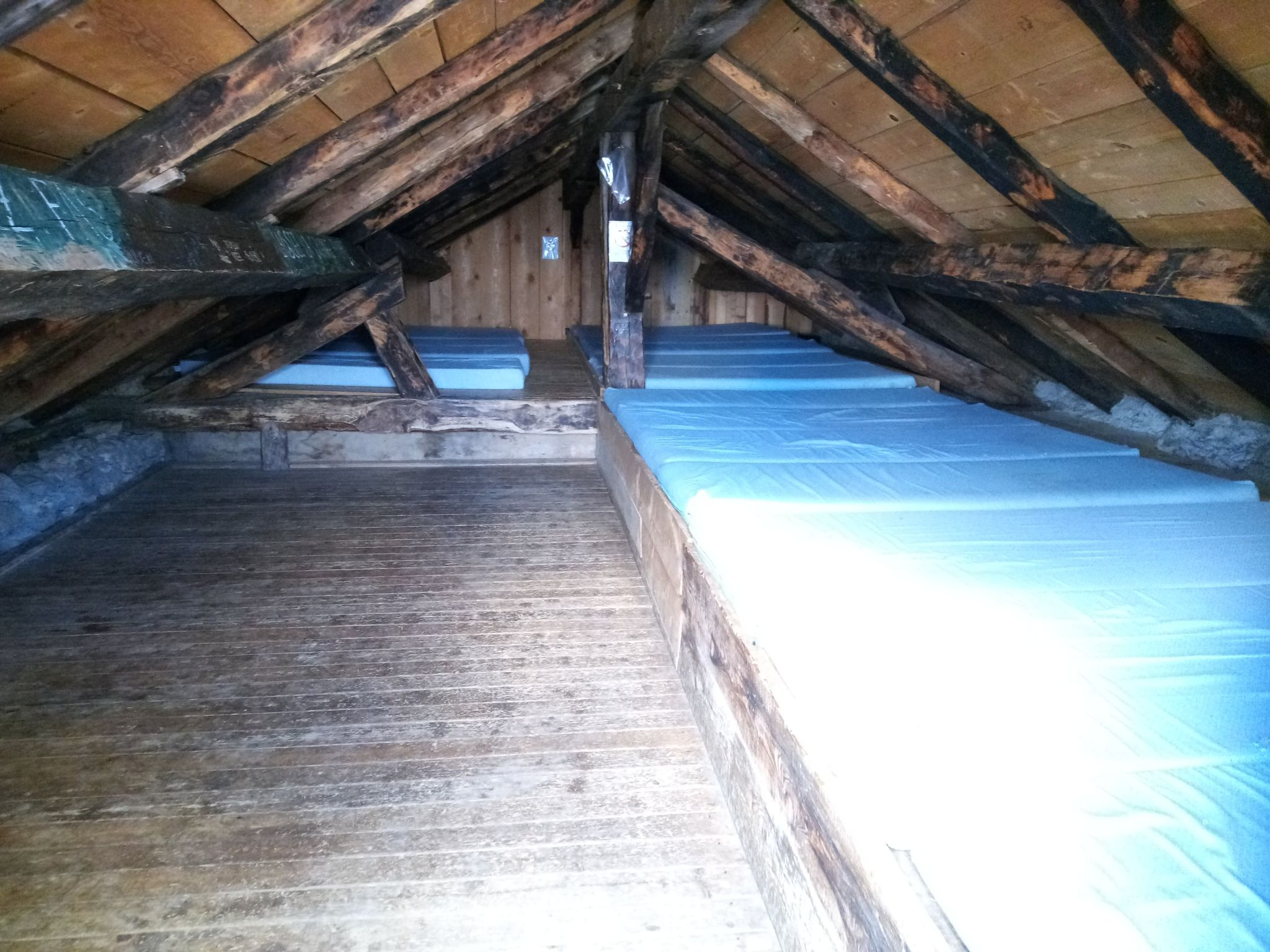
Les bat-flancs du refuge d'hiver.